# Scaphoideus bimaculatus
Scaphoideus bimaculatus är en insektsart som beskrevs av Li och Wang 2002. Scaphoideus bimaculatus ingår i släktet Scaphoideus och familjen dvärgstritar. Inga underarter finns listade i Catalogue of Life.